# Matthew Beckenham
Matthew Beckenham, född 18 mars 1976, är en australisk friidrottare. Han deltog vid olympiska sommarspelen 2000.